# Initiative populaire « Bénéfices de la Banque nationale pour l'AVS »
L'initiative populaire  « Bénéfices de la Banque nationale pour l'AVS » est une initiative populaire suisse, rejetée par le peuple et les cantons le 24 septembre 2006.

## Contenu
L'initiative propose de modifier l'article 99 de la Constitution fédérale pour spécifier que le bénéfice net de la Banque nationale suisse doit être versé au fonds de compensation de l'assurance-vieillesse et survivants, à l'exception d'une part versée aux cantons.
Le texte complet de l'initiative peut être consulté sur le site de la Chancellerie fédérale.

## Déroulement

### Contexte historique
Le 1er mai 2000, la loi fédérale sur l'unité monétaire et les moyens de paiement entre en vigueur. Parmi les modifications introduites à cette occasion, la parité-or formelle du franc suisse est officiellement abandonnée. Grâce à ce changement, la Banque nationale suisse est en mesure de réduire ses réserves d'or de 2 600 à 1 300 tonnes, représentant entre 15 et 20 milliards de francs suisses.
Le 17 mai de la même année, le Conseil fédéral propose au parlement, sous la forme d'un « Message concernant l'utilisation des réserves d'or et une loi fédérale sur la Fondation Suisse solidaire », d'allouer 500 tonnes de cet or à une « Fondation Suisse solidaire », les 800 tonnes restantes devant faire l'objet d'une consultation publique quant à leur attribution, étant entendu que l'utilisation de l'ensemble de cet or doit faire l'objet d'une disposition transitoire à la Confédération et donc, par-là même, soumis au référendum obligatoire.
L'Union démocratique du centre dépose alors une initiative populaire « pour le versement au fonds AVS des réserves d'or excédentaires de la Banque nationale suisse » avec, comme but avoué selon le Conseil fédéral, d'empêcher la création de la Fondation Suisse solidaire. Pendant le traitement de cette initiative, le Parlement décide de lui opposer un contre-projet direct qui réparti le fonds à parts égales entre les cantons, l'AVS et la Fondation Suisse solidaire. Dans le même temps, la loi fédérale créant cette fondation est approuvée par le Parlement.
À la suite du refus populaire du 22 septembre 2002 à la fois de l'initiative et du contre-projet, le gouvernement adopte une solution transitoire en conservant les fonds à la Banque nationale et en répartissant les revenus de ces fonds extraordinaires chaque année selon la clé de répartition standard, à savoir un tiers pour la Confédération et deux-tiers pour les cantons. En parallèle, de nombreuses propositions parlementaires sont présentées entre 2002 et 2003 concernant l'attribution des excédents d'or ; elles demandent soit une libre affectation pour financer des tâches publiques, soit une utilisation avec affectation (par exemple pour des allocations pour enfants), soit enfin un remboursement de la dette publique.
Dans le même temps, le Comité pour la sécurité AVS (COSA) présidé par l'ancien conseiller fédéral Hans Peter Tschudi dépose cette initiative pour modifier la clé de répartition des bénéfices de la BNS non seulement pour la répartition des excédents d'or, mais pour l'ensemble des bénéfices présents et futurs. Selon les initiants, cette mesure devrait permettre « de garantir le financement de l’AVS pendant des années sans qu’il faille augmenter la taxe sur la valeur ajoutée ».

### Récolte des signatures et dépôt de l'initiative
La récolte des 100 000 signatures a débuté le 10 avril 2001. L'initiative a été déposée le 9 octobre de l'année suivante à la chancellerie fédérale qui l'a déclarée valide le 7 novembre.

### Discussions et recommandations des autorités
Le parlement et le Conseil fédéral recommandent le rejet de cette initiative. Dans son message aux chambres fédérales, le gouvernement reconnaît le bien-fondé de l'initiative, mais remet en cause son efficacité dans le but d'assainir les finances de l'AVS. En parallèle à cette initiative, il présente au Parlement un projet de modification de la Constitution pour attribuer le produit de la vente des 1 300 tonnes d'or à un fonds indépendant dont le capital doit être conservé à sa valeur réelle et dont les produits sont versés pendant 30 ans à la Confédération selon la clé de répartition standard ; ce projet est indépendant de l'initiative et ne constitue pas un contre-projet.
Après de longs débats, le Parlement décide de conserver la clé de répartition standard un tiers / deux-tiers pour les excédents d'or. La part fédérale, qui représente 7 milliards de francs, devant être transférée au fonds de compensation de l'AVS sur décision du Parlement du 16 décembre 2005.
Les recommandations de vote des partis politiques sont les suivantes : 
| Parti politique              | Recommandation |
| ---------------------------- | -------------- |
| Démocrates suisses           | oui            |
| Lega dei Ticinesi            | oui            |
| Parti chrétien-social        | oui            |
| Parti démocrate-chrétien     | non            |
| Parti évangélique            | oui            |
| Parti libéral                | non            |
| Parti radical-démocratique   | non            |
| Parti socialiste             | oui            |
| Parti suisse du travail      | oui            |
| Union démocratique du centre | non            |
| Union démocratique fédérale  | non            |
| Les Verts                    | oui            |

### Votation
Soumise à la votation le 26 septembre 2006, l'initiative est refusée par 18 5/2 cantons (soit tous à l'exception des cantons de Bâle-Ville, du Tessin et de Genève) et par 58,3 % des suffrages exprimés. Le tableau ci-dessous détaille les résultats par cantons :